# Турышев, Вячеслав Геннадьевич
Вячесла́в Генна́дьевич Ту́рышев — российский и американский ученый-астрофизик, специализирующийся на проблемах реактивного движения. Автор объяснения «Эффекта „Пионера“».
По состоянию на 2016 год, Турышев выпустил более 150 публикаций, выступал с лекциями в 100 научных заведениях.

## Биография
Окончил физический факультет МГУ в 1987 году, кафедру квантовой теории и физики высоких энергий.
Доктор физико-математических наук с 2008 года. Тема докторской диссертации: «Высокоточные методы релятивистской навигации, небесной механики и астрометрии и их применение для экспериментальных проверок современных теорий гравитации».
С 1 января 2015 по 31 декабря 2016 ведущий научный сотрудник, затем инженер лаборатории лазерных интерферометрических измерений МГУ (с 2017 г. — по совместительству). С 1993 г. — сотрудник лаборатории реактивного движения НАСА.